# دواء عصبي عضلي
الأدوية العصبية العضلية عوامل كيميائية تستخدم لتعديل انتقال النبضات العصبية إلى العضلات، ما يسبب تأثيرات مثل الشلل المؤقت للعضلات الهيكلية المستهدفة. تتوفر معظم الأدوية العصبية العضلية على شكل مركبات أمونيوم رباعية مشتقة من الأسيتيل كولين. يسمح ذلك لهذه الأدوية بالعمل على مواقع متعددة في الموصلات العصبية العضلية، بشكل رئيسي مناهضات أو ناهضات للمستقبلات النيكوتينية بعد الوصلة. تصنف الأدوية العصبية العضلية إلى أربع مجموعات رئيسية، المحصرات العصبية العضلية المزيلة للاستقطاب والمحصرات العصبية العضلية غير المزيلة للاستقطاب ومثبطات إستيراز الأسيتيل كولين ومثبطات بوتريل كولين استراز (الكولين استراز الكاذب).
سريريًا، تُستخدم الأدوية العصبية العضلية في التخدير لإحداث شلل في العضلات الهيكلية المستهدفة. تُطبق بشكل شائع في التنبيب الرغامي عن طريق تقليل وقوع بحة في الحبل الصوتي وإصابات المريء. تُستخدم أيضًا لتحسين ظروف العمليات الجراحية عن طريق مؤازرة التهوية الميكانيكية لدى المرضى الذين يعانون من انخفاض امتثال الرئة. بالإضافة إلى الاستخدامات في الجراحة، يمكن استخدام الأدوية العصبية العضلية أيضًا في علاج مرض آلزهايمر ومرض باركنسون وغير ذلك. تشمل الآثار الضائرة الشائعة للأدوية العصبية العضلية اضطرابات في معدل ضربات القلب وضغط الدم والنتاج القلبي.  

## التاريخ
الكورار سم قلوي مستخرج من نباتات من أمريكا الجنوبية تابعة لجنس كوندروديندرون. استُخدم بدايةً من قبل مجموعات السكان الأصليين عاملًا محدثًا للشلل في الصيد. اكتشف عالم أوروبي لاحقًا أن التوبوكورارين كان المكون الرئيسي المسؤول عن التأثير المسبب للشلل من خلال العمل على الوصل العصبي العضلي.
وثق أخصائيا التخدير هارولد غريفيث وإنيد جونسون لأول مرة الاستخدام الناجح للكورار، في تجربة سريرية لتسهيل استرخاء العضلات لدى مريض سليم يخضع لعملية استئصال الزائدة الدودية في عام 1942. قبل استخدام الكورار، كان طبيب التخدير يحتاج إلى جرعات كبيرة من المخدر مثل الكلوروفورم لتحقيق تأثيرات محدثة للشلل مماثلة، وهذا يعني زيادة خطر الآثار المهددة لحياة المرضى المسنين الذين يعانون من مضاعفات في القلب. منذ ذلك الحين، استُخدمت العوامل العصبية العضلية بشكل شائع في الممارسة العملية في أثناء إجراءات التخدير. بالإضافة إلى ذلك، مهدت التجربة السريرية التي أجراها غريفيث وجونسون الطريق لاكتشاف العديد من الأدوية العصبية العضلية للاستخدام الجراحي.

## التصنيف
تصنف عوامل الحصر العصبي العضلي إلى المجموعتين التاليتين:

### المحصرات العصبية العضلية المزيلة للاستقطاب
ترتبط المحصرات العصبية العضلية المزيلة للاستقطاب مباشرةً بالمستقبلات الكولينية بعد المشبكية للموصل العصبي العضلي لتوليد جهود فعل مستدامة. يؤدي ذلك إلى تحفيز طويل الأمد وإزالة حساسية المستقبلات العصبية، ما يسبب تأثيرات مرخية للعضلات الهيكلية مثل الشلل. تُفضل المحصرات العصبية العضلية المزيلة للاستقطاب، وخاصةً السكسينيل كولين، على المحصرات العصبية العضلية غير المزيلة للاستقطاب بسبب تأثيراتها المديدة وسريعة البدء.

### المحصرات العصبية العضلية غير المزيلة للاستقطاب
ترتبط المحصرات العصبية العضلية غير المزيلة للاستقطاب مباشرةً بمستقبلات الأسيتيل كولين الموجودة على العصبون بعد المشبكي، ولا تسبب إزالة استقطاب الوصل العصبي العضلي. تعمل مثبطات تنافسية للأسيتيل كولين، إذ تمنع ارتباطه بمستقبلاته على الغشاء بعد المشبكي لمنع إزالة استقطاب الغشاء. يؤدي تثبيط ارتباط الناقل العصبي في الوصل العصبي العضلي إلى تأثيرات مشلة. بالمقارنة مع المحصرات العصبية العضلية المزيلة للاستقطاب، تكون بداية تأثير المحصرات العصبية العضلية غير المزيلة للاستقطاب أبطأ ومدة تأثيرها أقصر.
بالإضافة إلى عوامل الحصر العصبي العضلي، تعمل مثبطات إستيراز الأسيتيل كولين ومثبطات بوتريل كولين استراز على الوصل العصبي العضلي لتعزيز انتقال النواقل العصبية في العضلات الإرادية وغير الإرادية. بالإضافة إلى ذلك، قد تؤدي بعض المضادات الحيوية، مثل الأمينوغليكوزيدات، أيضًا إلى آثار جانبية غير مرغوبة على الوصل العصبي العضلي.

### مثبطات إستيراز الأسيتيل كولين
تمنع تحلل الأسيتيل كولين، ما يزيد تركيزه ومدة تأثيره في الوصل العصبي العضلي. تستخدم مثبطات إستيراز الأسيتيل كولين بشكل رئيسي لعلاج أعراض الخرف ومرض آلزهايمر ومرض باركنسون والوهن العضلي الوبيل.

### مثبطات بوتريل كولين إستراز
تمنع تحلل البوتريل كولين، ما يزيد من تركيزه ومدة تأثيره في الوصل العصبي العضلي. مثل مثبطات إستيراز الأسيتيل كولين، تعتبر مثبطات بوتريل كولين استراز خيارًا علاجيًا لمرض آلزهايمر.

### الأمينوغليكوزيدات
تُستخدم الأمينوغليكوزيدات بشكل متكرر في العلاجات المضادة للبكتيريا المركبة لعلاج عدوى الجهاز التنفسي المكتسبة من المستشفى والالتهابات المعقدة داخل البطن والإنتان الدموي والتهاب العظم والنقي الناجم عن العصيات الهوائية سلبية الغرام والتهابات المسالك البولية المعقدة. توجد سبعة أدوية عصبية عضلية معتمدة من قبل إدارة الغذاء والدواء الأمريكية، وتشمل هذه الأدوية: الستربتوميسين والبلازوميسين والنيوميسين والأميكاسين والتوبراميسين والجنتاميسين والبارومومايسين. أُثبت سريريًا أن الأمينوغليكوزيدات قد تمارس حجب عصبي عضلي ضمن آثارها الجانبية. بما أن الأمينوغليكوزيدات تملك آثار جانبية حاصرة عصبية عضلية فقط، لا تعد فئة رئيسية من الأدوية العصبية العضلية.

## الآثار الضائرة

### دواء مزيل للاستقطاب
السكسينيل كولين: يُظهر السكسينيل كولين العديد من الآثار الجانبية غير المرغوبة والتي تؤثر على استخدامه لأنه يرتبط بكل من المستقبلات المسكارينية والنيكوتينية، وذلك بسبب خصائصه التي تحاكي الأسيتيل كولين.
أولًا، يعد فرط بوتاسيوم الدم الأثر السلبي الأكثر شيوعًا للسكسينيل كولين بسبب تأثيره التحفيزي على العضلات الهيكلية. يؤدي ذلك إلى زيادة في مستويات البوتاسيوم في الدم تصل إلى 0.5 ميلي مكافئ/لتر. لا تعد هذه الزيادة هامة سريريًا لدى المرضى العاديين ولكنها قد تكون ضارة للمرضى المعرضين لفرط بوتاسيوم الدم الناتج عن زيادة التعبير عن مستقبلات الأسيتيل كولين بعد الوصلة. لذلك، يُمنع استخدام السكسينيل كولين لهذه الفئة من المرضى. يجب أيضًا أخذ الحذر عند استخدامه لدى المرضى الذين يعانون من ارتفاع مزمن في البوتاسيوم أو إصابات رضحية، إذ يوجد احتمال كبير لحدوث فرط بوتاسيوم الدم الحاد الذي قد يؤدي إلى اضطرابات نظم قلبية أو الوفاة.

### دواء غير مزيل للاستقطاب
أتراكوريوم: يرتبط الأتراكوريوم عادةً بالأعراض المرتبطة بالهستامين، وأبرزها الاحمرار والحمامى. تشمل التأثيرات الضائرة الأقل شيوعًا الشرى وانخفاض ضغط الدم والأزيز وعدم انتظام دقات القلب وتشنج قصبي وضيق التنفس وتسرع القلب وتشنج الحنجرة. لوحظ أيضًا انخفاض يصل إلى 30 ملم زئبق في متوسط الضغط الشرياني خلال دقيقتين من تناول الدواء لدى بعض المرضى. يمكن استخدام عوامل حصر مستقبلات الهستاميت هـ1 وهـ2 لتخفيف الانخفاض في الضغط الشرياني الوسطي. أثبت الحقن البطيء ما بين 30 و60 ثانية فعاليته أيضًا في الحد من التأثيرات الضائرة. بالإضافة إلى ذلك، ينتج الأتراكيوم مستقلبًا سامًا يسمى لودانوزين عند تناوله، وقد يتراكم لدى المرضى الذين يعانون من اختلال وظائف الكلى. قد يؤدي ذلك إلى حدوث نوبات وصرع. لذلك، يجب تعديل جرعة الأتراتيوم للمرضى الذين يعانون من انخفاض وظائف الكلى.
فيكورونيوم: ترتبط معظم التأثيرات الضارة للفيكورونيوم بامتداد تأثيرات الدواء الدوائية إلى ما بعد الوقت المطلوب للاستخدام. تشمل الآثار الضائرة الخطيرة التشنج القصبي وصدمة الحساسية وانقطاع النفس والشلل المطول. في بعض الحالات، قد يحدث تحرر الهستامين المرتبط بفرط الحساسية، ما يؤدي إلى أعراض شبيهة بالحساسية أو صدمة الحساسية في حالات نادرة. يعد فيكورونيوم آمن نسبيًا عند مقارنته بالبانكورونيوم أو غيره من أدوية الأمينوستيرويدات غير المزيلة للاستقطاب.

### مثبط إستيراز الأسيتيل كولين
دونيبيزيل: قد يُحدث دونيبيزيل مشاكل في القلب مثل فرط ضغط الدم واضطراب النظم القلبي وبطء القلب بسبب خصائصه المبهمة. ترتبط أيضًا الآثار الجانبية المعدية المعوية الشائعة مثل الغثيان والإسهال والإقياء بالدونيبيزيل ومثبطات إستيراز الأسيتيل كولين الأخرى. أظهرت الدراسات أيضًا وجود علاقة بين استخدام دونيبيزيل والكوابيس بسبب زيادة تنشيط القشرة البصرية في أثناء النوم. يمكن نصح المرضى بإكمال نظامهم العلاجي في الصباح لمنع حدوث الكوابيس.